# Best Off Skyranger
Le Best Off Skyranger est un ULM multi-axes utilitaire biplace dessiné en 1990 à Toulouse par Philippe Prevot. Il est produit par la compagnie Best Off.

## Conception
L’idée de départ était de produire un appareil performant, avec une structure très simple à assembler, pouvant être montée et réparée sans connaissances particulières. Sa conception a bénéficié d’études réalisées par deux grandes écoles aéronautiques, l’ENSICA et Supaéro. En particulier, les tests de rupture et essais de soufflerie menés en 1994 à l'École nationale des ingénieurs de construction aéronautique de Toulouse ont conduit au dépôt de brevets (fuselage offrant une sécurité passive exceptionnelle.)
Construit uniquement avec des tubes métalliques (aluminium 2017) droits assemblés par boulonnage, sans soudures, collages ou matériaux composites, c’est un monoplan à aile haute contreventée, poste de pilotage biplace côte à côte et train tricycle fixe équipé de freins à disque. Un train classique ou des flotteurs sont adaptables en option et la société Flylight Uk a développé pour le Skyranger un kit permettant de replier la voilure en moins de 20 minutes par une seule personne. L’appareil est vendu en kit préassemblé, l’assemblage complet pouvant être réalisé en moins de 3 semaines par deux personnes. Une grande variété de motorisations est possible, pour certains proposés par l'usine d'autres adaptés par les constructeurs :
- 2 temps : Rotax 503 (54 ch) et 582 (65 ch), Hirth de 70 à 100 ch, Simonini Victor 2 (92-100 ch)
- 4 temps : Rotax 912 (81 ch), 912S (100 ch), Jabiru 2200 (85 ch), HKS700E (60 ch), BMW « Take off » (100 ch), Subaru, VW (60 ch), Verner, etc.

## Production
Cet appareil a été homologué ULM en France en 1993 et Philippe Prevot a constitué la société Best Off, détentrice des droits, pour commercialiser l’appareil, mais la construction du Skyranger a été sous-traitée de 1992 à 1997 à Synairgie (en), en France, qui a construit les 198 premiers exemplaires.
En 1994 le Skyranger est devenu l’appareil officiel de la Fédération Française d’ULM. L’année suivante il passa avec succès les tests allemands et en 1996 l’homologation espagnole a été obtenue. Mais en 1996 les ventes décollèrent véritablement car le biplace remporta le Championnat du Monde ULM 3-axes organisé en Afrique du Sud par la FAI. L’homologation VLA est obtenue en France en 1997.
Le succès incontestable remporté par cette machine a alors conduit à trouver de nouveaux partenariats industriels pour répondre à la demande. Depuis 1998 le Skyranger est donc produit en Ukraine par Aeros. Des licences ont également été accordées à Aero Bravo au Brésil et SkyRanger Aircraft aux États-Unis. La certification anglaise (BCAR S) a été obtenue en 2002 et le Britannique Paul Dewurst a remporté les Championnats du Monde FAI en 2002, 2003, 2005 et 2006 !
En 2003, le rassemblement américain Sun’N Fun a consacré le Skyranger meilleur appareil d’école et meilleur avion vendu en kit. On comptait environ 60 Skyranger volant dans le monde mi-2004, plus de 800 deux ans plus tard et plus de 1 500 à la fin des années 2020. L'appareil a remporté 7 championnats du monde.

## Les modèles 2007
En 2007 le Skyranger est proposé en trois versions :
- Skyranger V Fun : Version standard avec freins à disques hydrauliques, toutes les gouvernes entoilées, un bâti-moteur, vendue en kit 12 490 € départ Paris (hors moteur).

- Skyranger V Max : Reconnaissable à une surface verticale supplémentaire sous le fuselage, une dérive plus haute, un capot-moteur plus aérodynamique, ce modèle est vendu en kit 13 490 € départ Paris (hors moteur).

- Skyranger SW Swift : Nouvelle voilure, optimisée pour utilisation des moteurs de 80 ch : Avec une envergure réduite à 8,5 m, donc une charge alaire plus élevée, les performances sont améliorées avec une meilleure tenue contre les turbulences et le vent de travers.

### Galerie

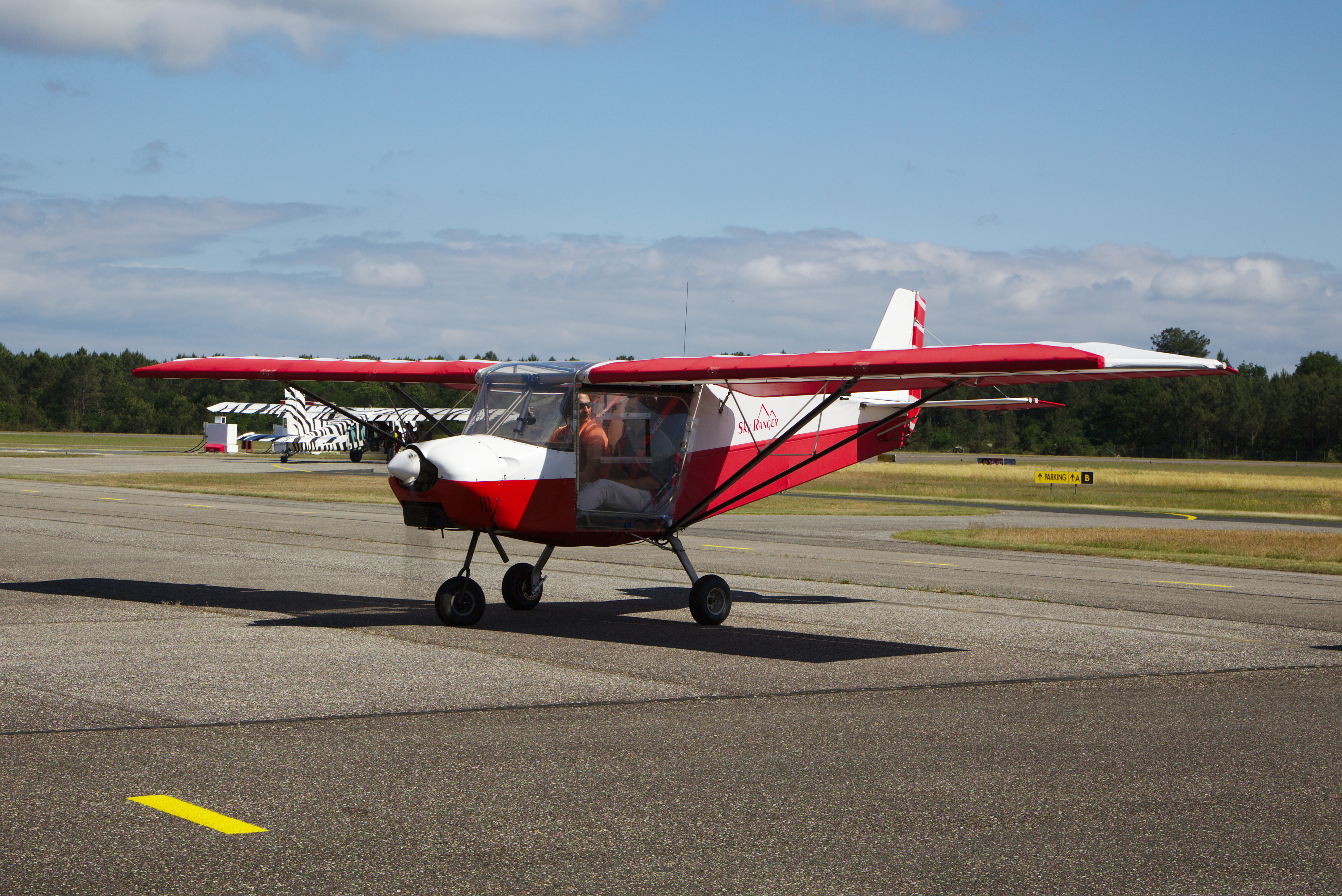
Un Skyranger stationné sur l'aérodrome d'Arcachon - la Teste-de-Buch
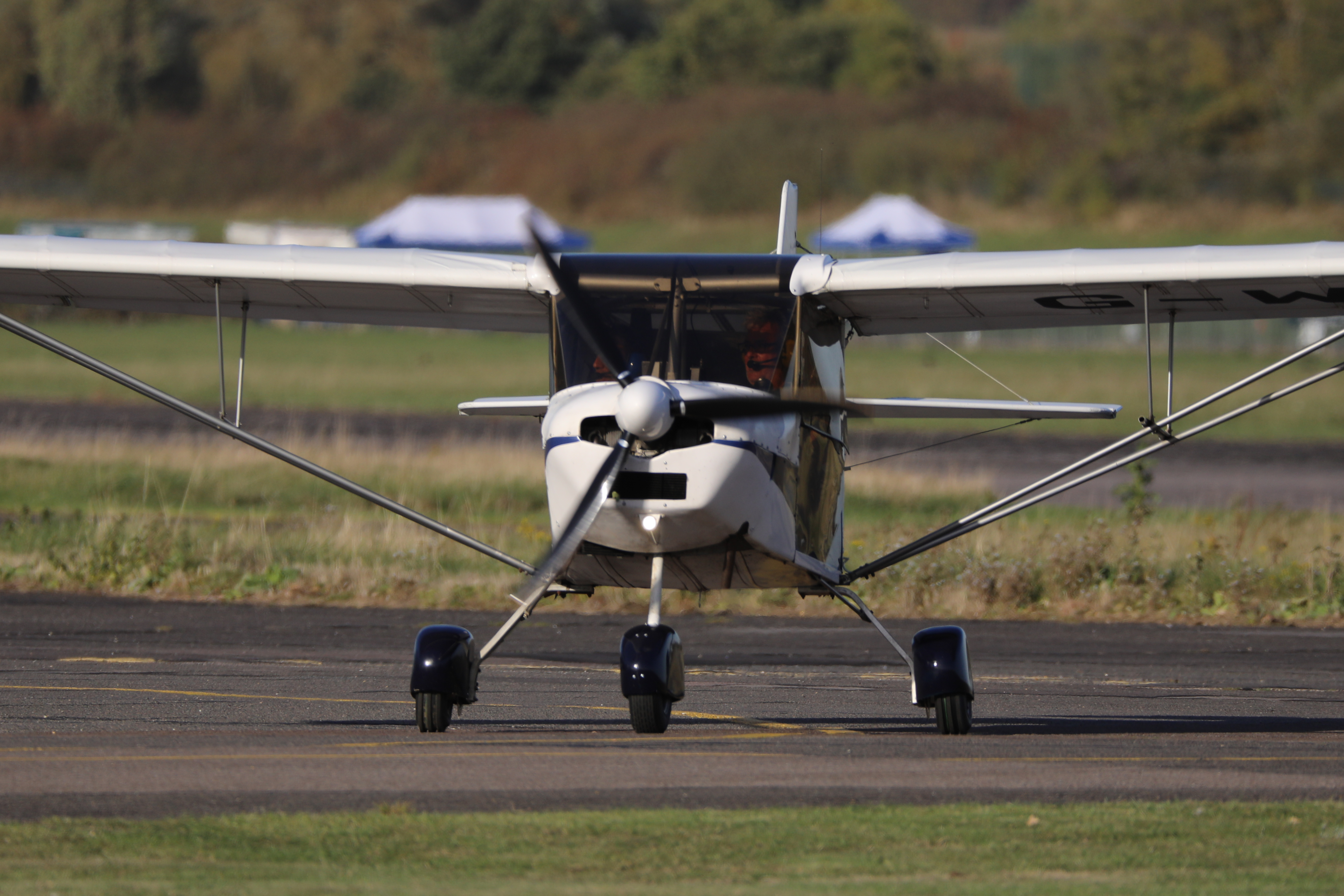
Skyranger au roulage
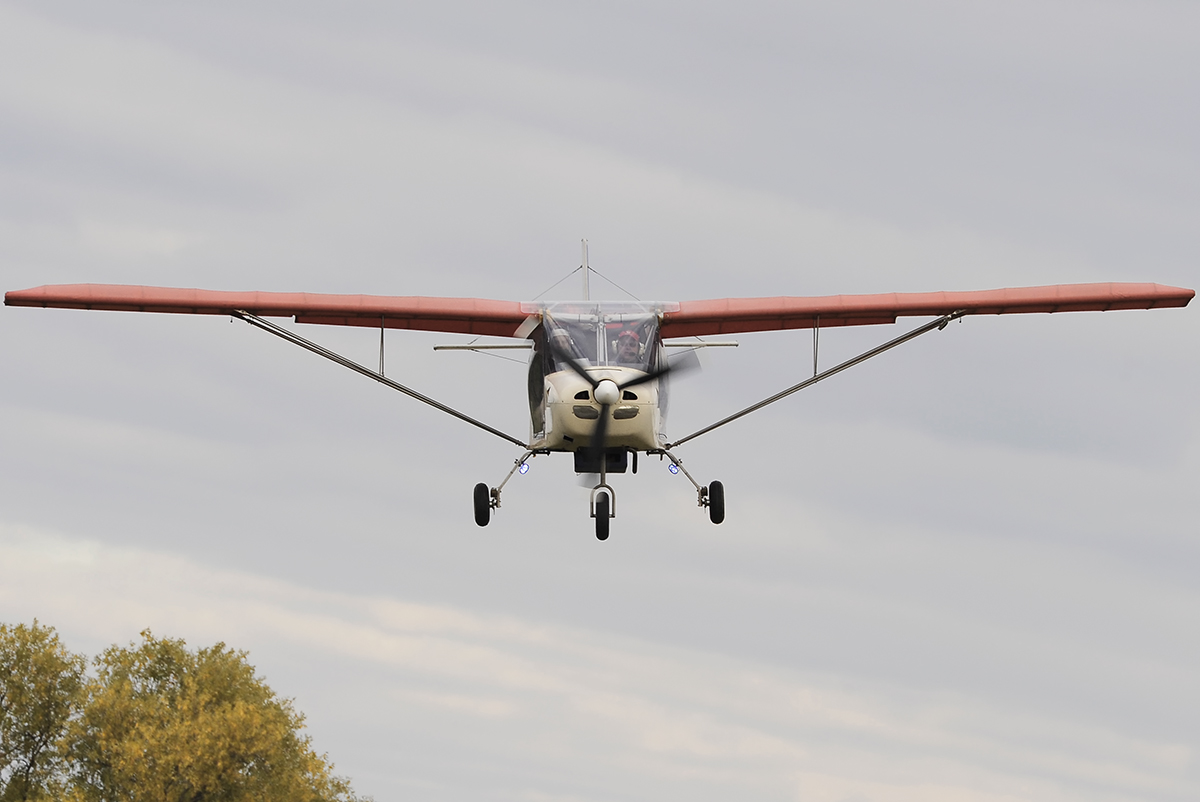
Skyranger en approche finale
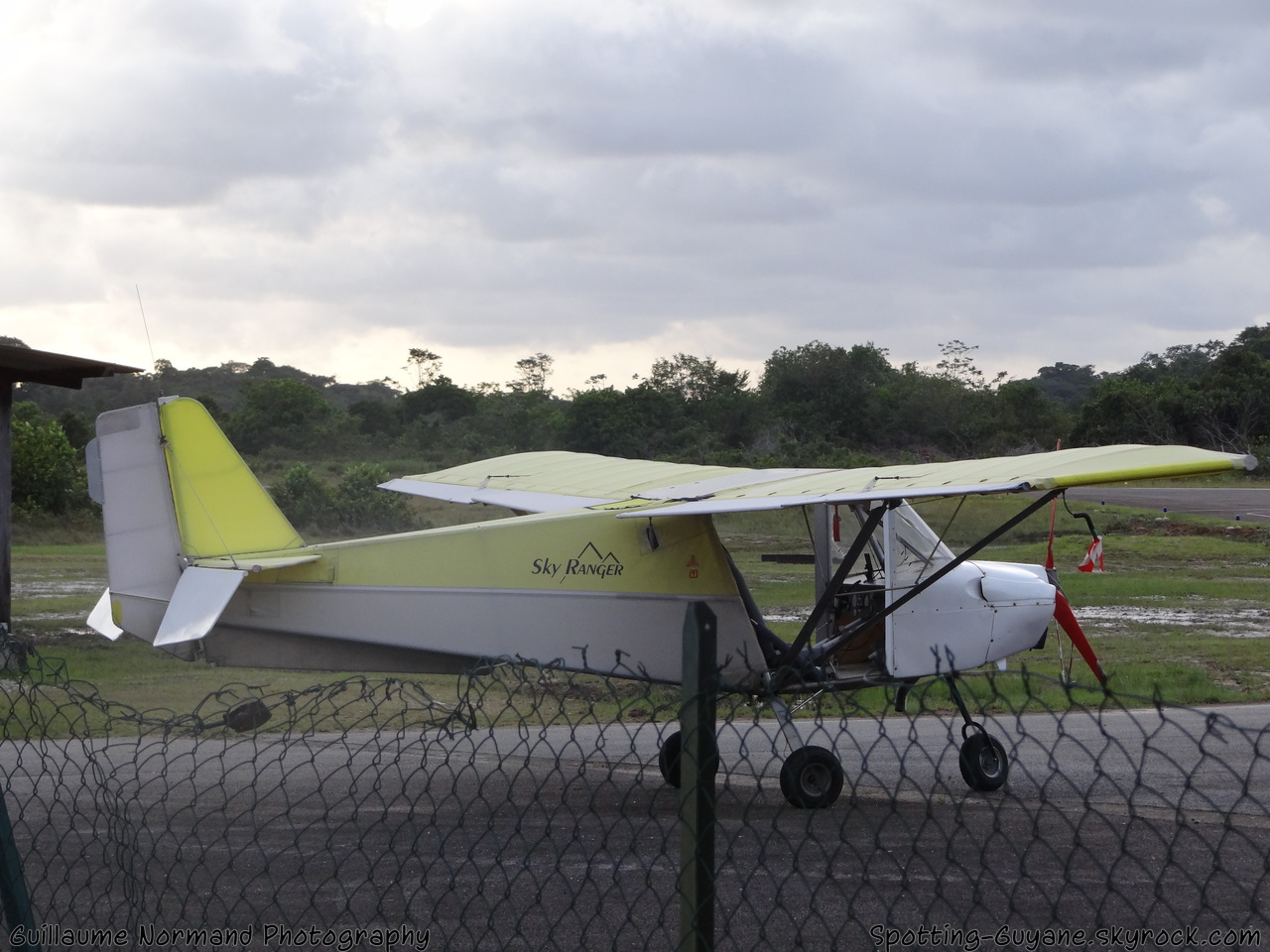
Vu de 3/4 arrière
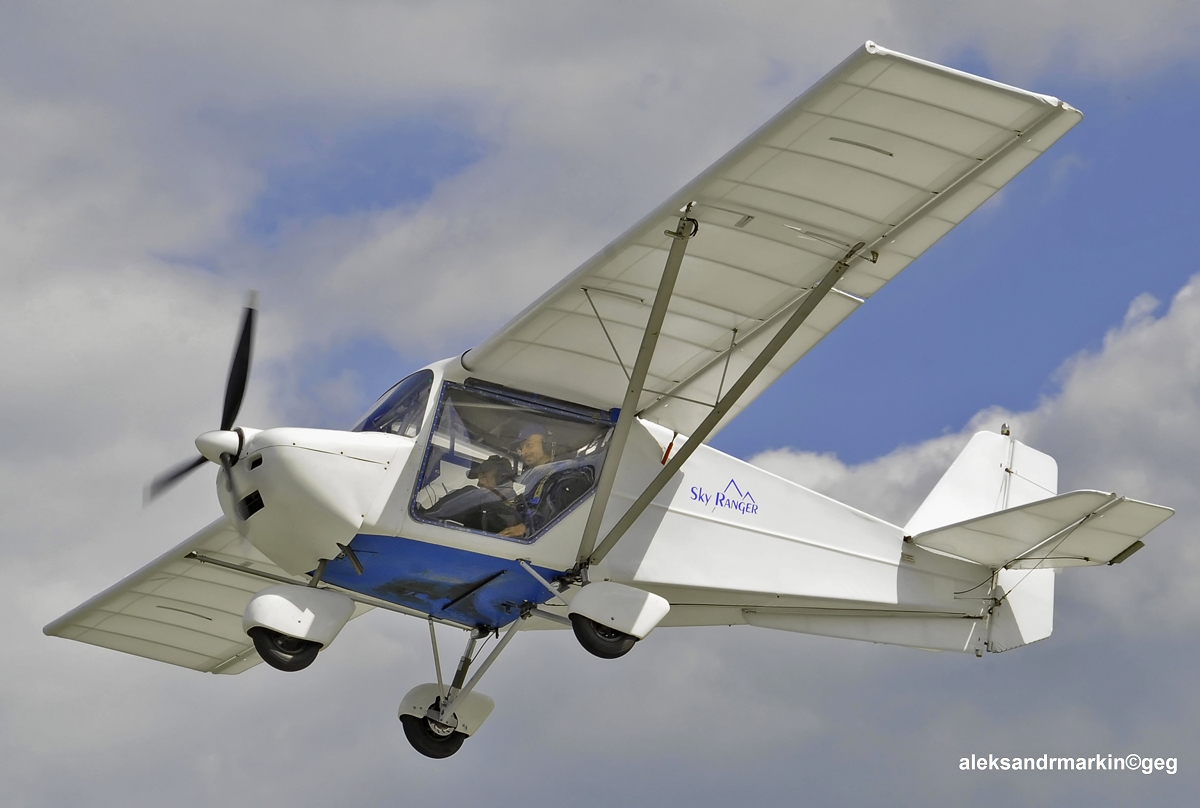
Skyranger en vol
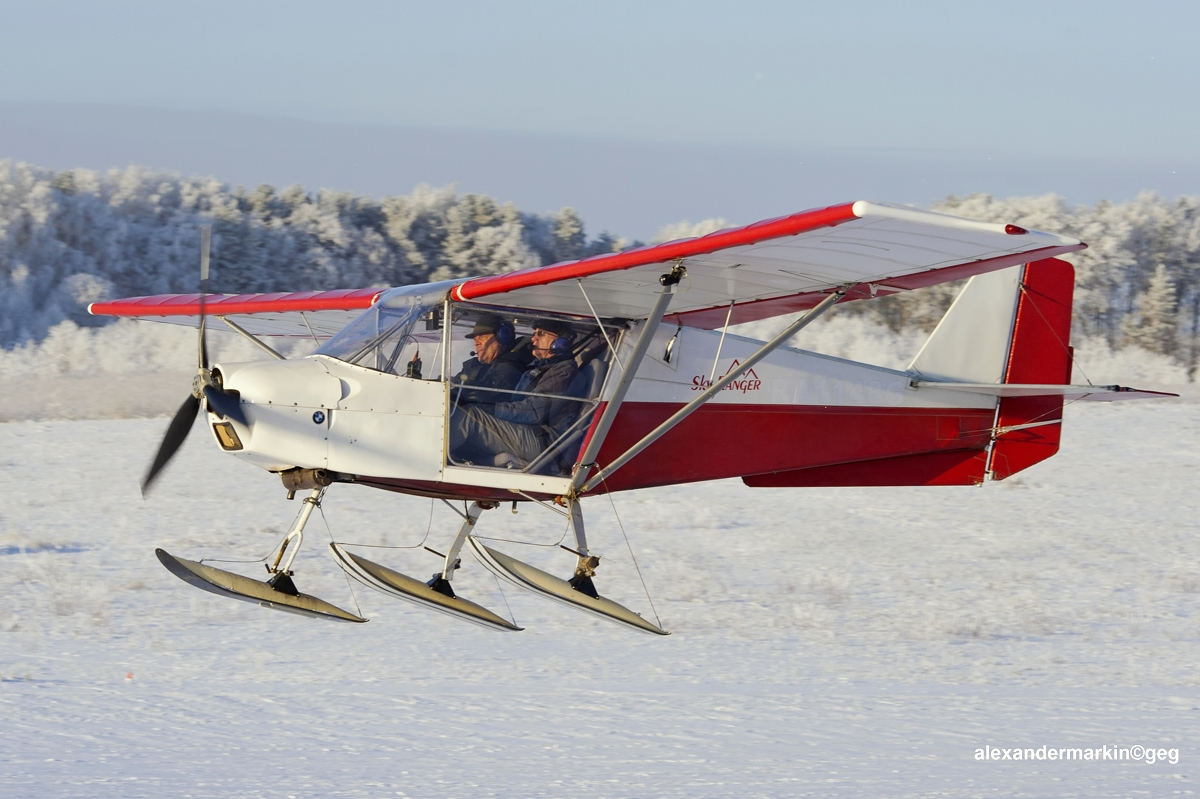
Skyranger équipé de skis
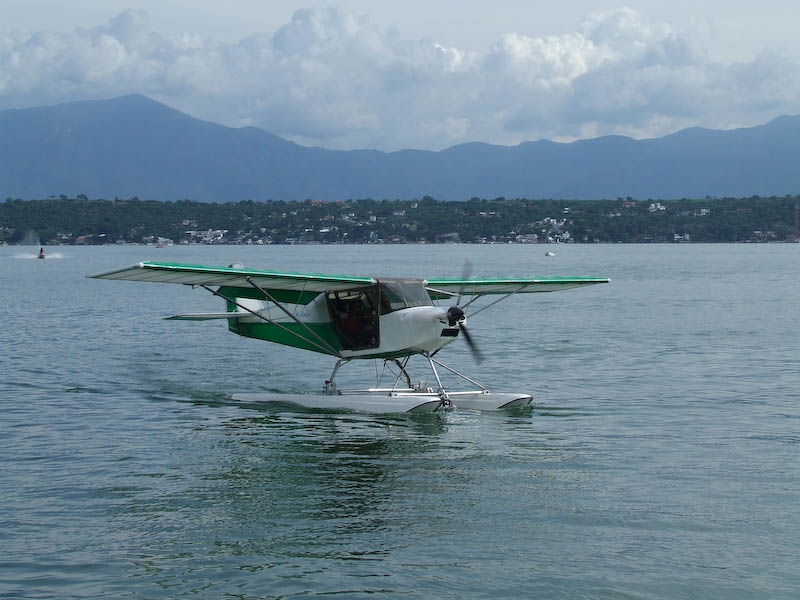
Skyranger équipé de flotteurs
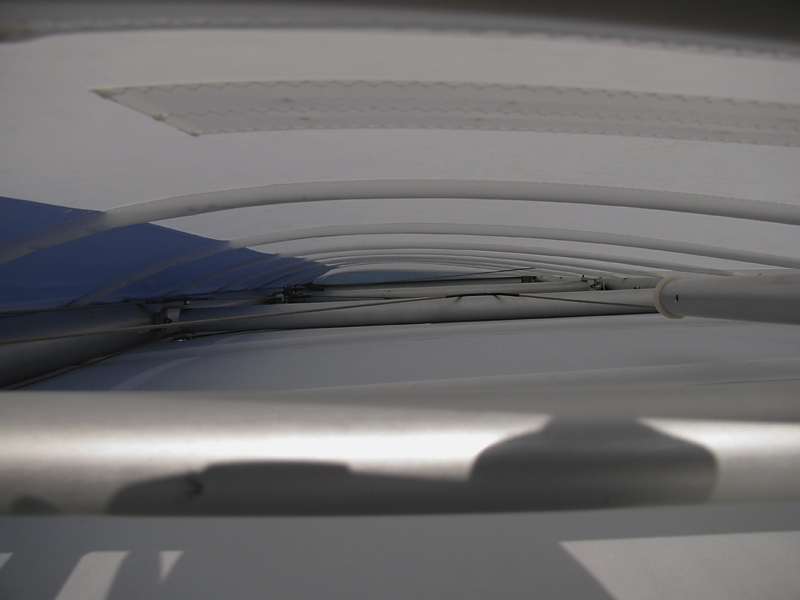
Intérieur de l'aile (entoilée)
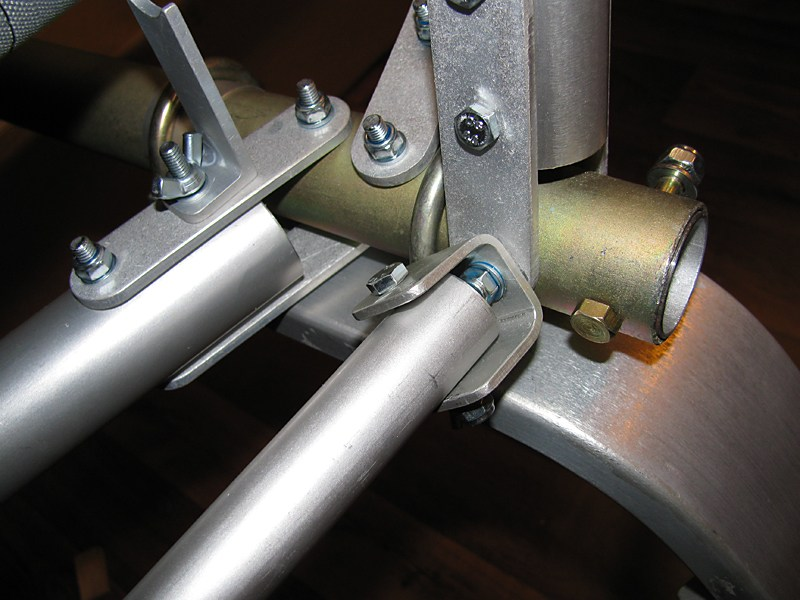
Structure au niveau du départ de la jambe de train
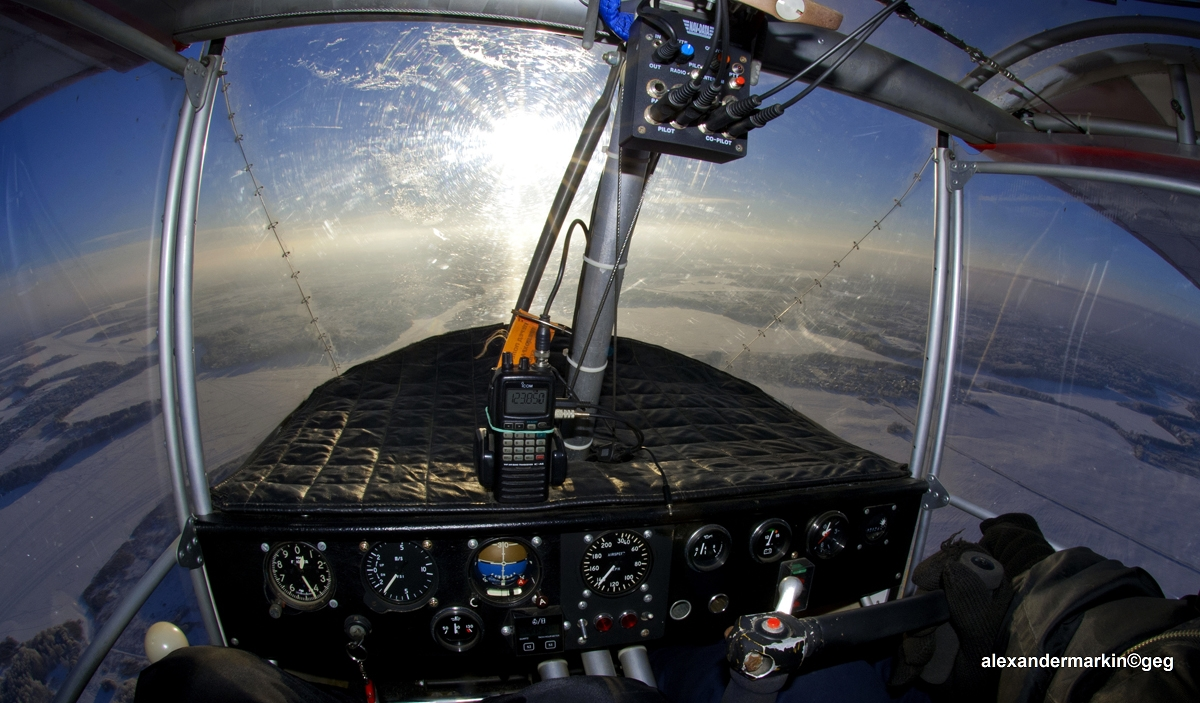
Cockpit du Skyranger en vol